# 达茜·马夸特
达茜·马夸特（英語：Darcy Marquardt，1979年3月22日—），加拿大女子赛艇运动员。她曾代表加拿大参加2004年、2008年和2012年夏季奥林匹克运动会赛艇比赛，其中2012年奥运会获得一枚银牌。